# カラピクイバ
カラピクイバ（ポルトガル語: Carapicuíba）は、ブラジルのサンパウロ州にある都市。人口は40万3183人（2020年）。サンパウロ都市圏にある。面積は35平方キロしかないため、人口密度は1万2000人/平方キロになる。

## 歴史
白人が到来する以前、この地方には先住民族が定住していたが、ジョゼ・デ・アンシエタが村落を建設し、彼らを集住させた。アフォンソ・サルディーニャは先住民を労働力として利用するため、この地に農園をつくった。彼はまた、礼拝堂も建立した。こうしたヨーロッパ人の占領に先住民はいち早く反応し、密林に逃げ込んだ。17世紀までに、この地域はサンタナ・ド・パルナイバ市の一部にされた。17世紀と18世紀を通じて、村にこれといった変化はなかった。
しかし、1770年から郊外にエンブやコチアといった村々が続々と建設された。1870年にソロカバナ鉄道の駅が開業すると、さらに多くの人々が町に住み始めた。20世紀前半は、気候と地質を生かした農業が村の経済の主軸を占めた。サンパウロへの代替交通手段として、バルエリからカラピクイバ、オザスコ、ピニェイロスに至るバス路線ができた。1948年にコチアがサンパウロから分立するとその一地区となったが、翌年にはバルエリに編入された。
1952年には「黄色い教会」として知られるノッサ・セニョーラ・アパレシーダ教区教会が建立され、市の人口も増加の一途をたどった。この時代はミナスジェライス州で鉱物資源さがしが急速にふるわなくなり、大勢の人々がサンパウロ州に流入していた。1960年代初頭、カラピクイバの自治を求める運動がバルエリのカルロス・カプリオッティ市長の肝いりではじまり、1965年3月に市制施行された。
サンパウロ大学言語学・東洋言語研究科学科長のカルロス・ドルモンド教授は、カラピクイバの地名について、カラは魚、ピクは長い、イバは「食べるのに不向きな」という意味であるとしている。

## 地理
ティエテ川の大平原が、バルエリとの市境になっている。1960年代、サンパウロ州は川の流路を変更する一連の事業をはじめた。もとの流路は現在、カラピクイバ湖という人工湖になっており、サンパウロ市の中央部、西部、南部から8000リットルの汚水がこの湖を通ってバルエリに流れる。カラピクイバの標高は717m、気候は概して温暖湿潤気候である。

## 経済
2005年の市のGDPは19億1528万5千レアル、市民一人あたりで5004レアルであった。

## 交通
サンパウロ都市圏鉄道会社 (CPTM) の8号線が市内に2駅、オザスコの市境近くにもう1駅を置いて通っている。バスではETTカラピクイバとビアサン・デル・レイが市内線と複数の市を通過する路線を、ビアサン・オザスコが複市路線のみを運行している。
市内を横断する高速道路はないが、オザスコ市境をなすマリオ・コバス環状道路が市街とほかの高速道、およびサンパウロ市との連絡を果たしている。コチア市南部を通るラポゾ・タバレス道路から、市街にアクセスすることもできる。

## ゆかりの人物
- レオナルド・デ・ジェスス・ジェラウド - サッカー選手
- アマウリ・カルヴァーリョ・デ・オリヴェイラ - サッカー選手